# Protogoniomorpha
Protogoniomorpha là một loài bướm trong họ nymphalidae được tìm thấy ở châu Phi.

## Phân loại
Protogoniomorpha đã được xem là một phần của Salamis bởi Ackery et al. (1995), nhưng Wahlberg et al. (2005) cho thấy nó là một chi riêng, là một trong những loài cũ của nó (Protogoniomorpha cytora và có thể là Protogoniomorpha temora tương tự) thuộc Junonia.

## Các loài
- Protogoniomorpha anacardii (Linnaeus, 1758) – Clouded Mother-of-Pearl
- Protogoniomorpha duprei Vinson, 1863 (đôi khi được liệt vào phụ loài của Protogoniomorpha anacardii)
- Protogoniomorpha parhassus (Druce, 1782)
- Protogoniomorpha temora Felder, 1867